# آیل آو پام (کارولینای جنوبی)
آیل آو پام(به انگلیسی: Isle of Palms) شهری در ایالت کارولینای جنوبی کشور ایالات متحده آمریکا است که جمعیت آن در سرشماری سال ۲۰۱۰ میلادی، ۴٬۱۳۳ نفر بوده‌است.